# Rotblos
Rotblos är ett album av Peps Perssons Downhome Bluesband, släppt 1997 av skivbolaget Sonet Grammofon AB. Peps återvände för det här albumet till sina blues-rötter, översatte några av sina personliga blues-favoriter till svenska och spelade in dom.

## Låtlista
1. "För ung att dö" ("Too Young To Die" – Sonny Boy Williamson II) – 2:37
2. "Pistolblues" ("Forty Four" – Chester Burnett (Howlin' Wolf) – 3:30
3. "Min trollmoj funkar" ("Got My Mojo Working" – Preston Foster) – 3:19
4. "Främlingsblues" ("Stranger Blues" – Clarence Lewis/Elmore James/Morris Levy) – 4:24
5. "Nåt inuti mej" ("Something Inside Me" – Elmore James/Marshall Sehorn) – 4:21
6. "Passa dej" ("You Better Watch Yourself" – Walter Jacobs) – 3:07
7. "Go'maren lilla skoltös" ("Good Morning Little Schoolgirl" – Sonny Boy Williamson I) – 3:06
8. "Snälla du kom hem" ("Baby Please Come On Home" – James Moore) – 3:34
9. "Låt inte mej snacka" ("Don't Start Me To Talkin'" – Sonny Boy Williamson II) – 2:31
10. "Skaka kassaskrinet" ("Shake Your Moneymaker" – Elmore James) – 2:53
11. "Ba'na om vatten" ("I Asked For Water - She Gave Me Gasoline" – Chester Burnett (Howlin' Wolf) – 5:37
12. "Säg mej, kvinna" ("Tell Me Mama" – Walter Jacobs) – 3:38
13. "Gunga med mej" ("Rock Me Baby" – B.B. King/Joe Josea) – 4:37

- Alla svenska texter av Peps Persson.

## Medverkande
Musiker
- Peps Persson – sång, gitarr (spår 2, 4–6, 12, 13,), munspel, piano (spår 8, 11), percussion
- Bosse Skoglund – trummor, percussion, piano (spår 11)
- Micke Elofsson – basgitarr, gitarr (spår 8)
- Jan Erik "Fjellis" Fjällström – gitarr (spår 1, 3–11, 13)
- Diz Watson – piano (spår 1–3, 9, 10)
- Janne Petersson – piano (spår 5)
- Bertil Strandberg – trombon (spår 5)

Produktion
- Peps Persson – musikproducent
- Maxe Axelsson – ljudtekniker
- Ronny Lahti – ljudmix
- Håkan Wollgård – ljudmix (spår 3)
- Peter Dahl – mastering